# Lista wieżowców w Tel Awiwie

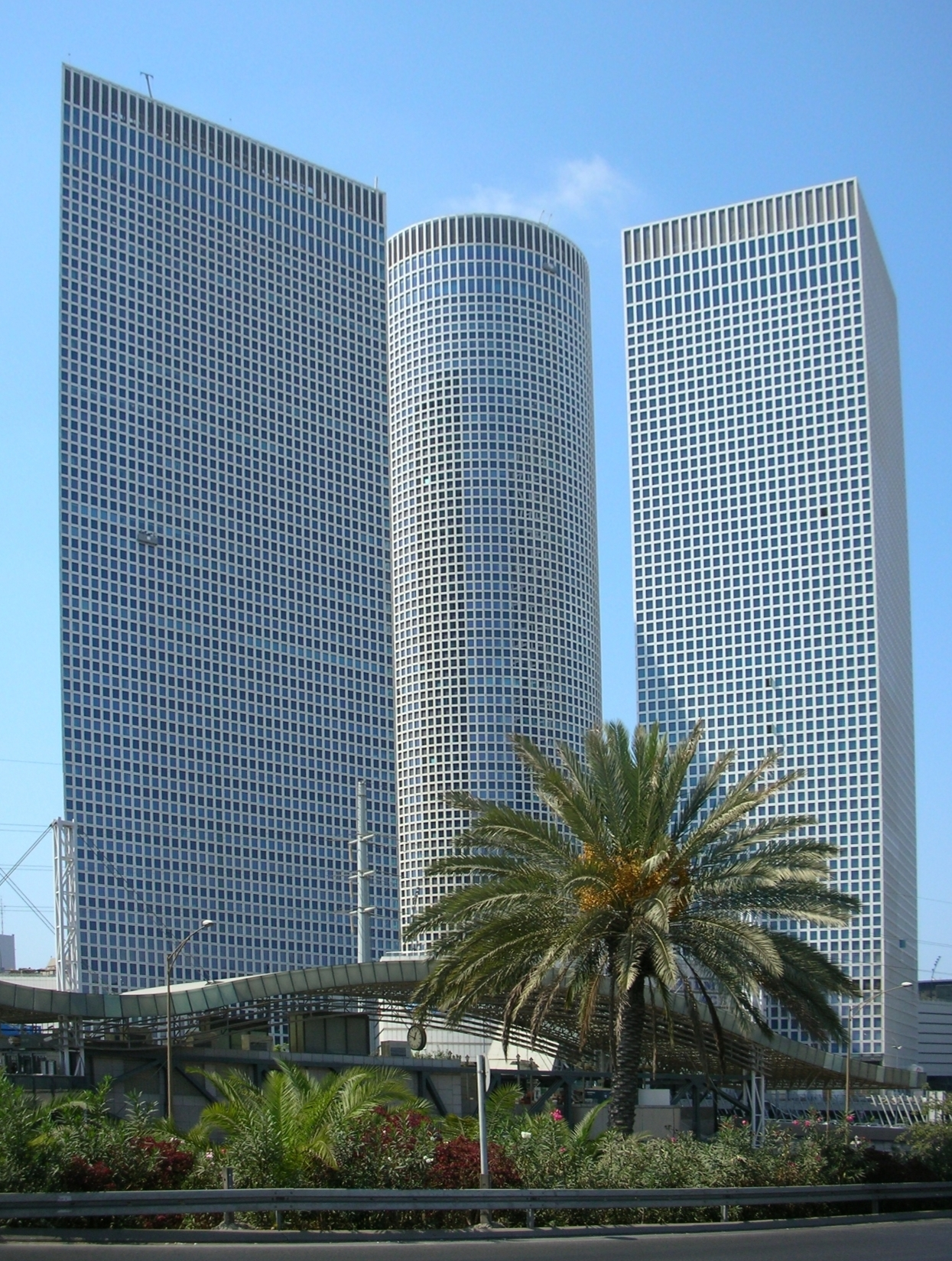
Centrum Azrieli

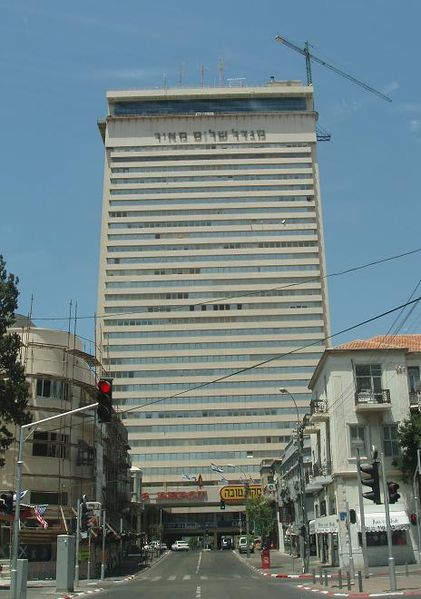
Shalom Meir Tower

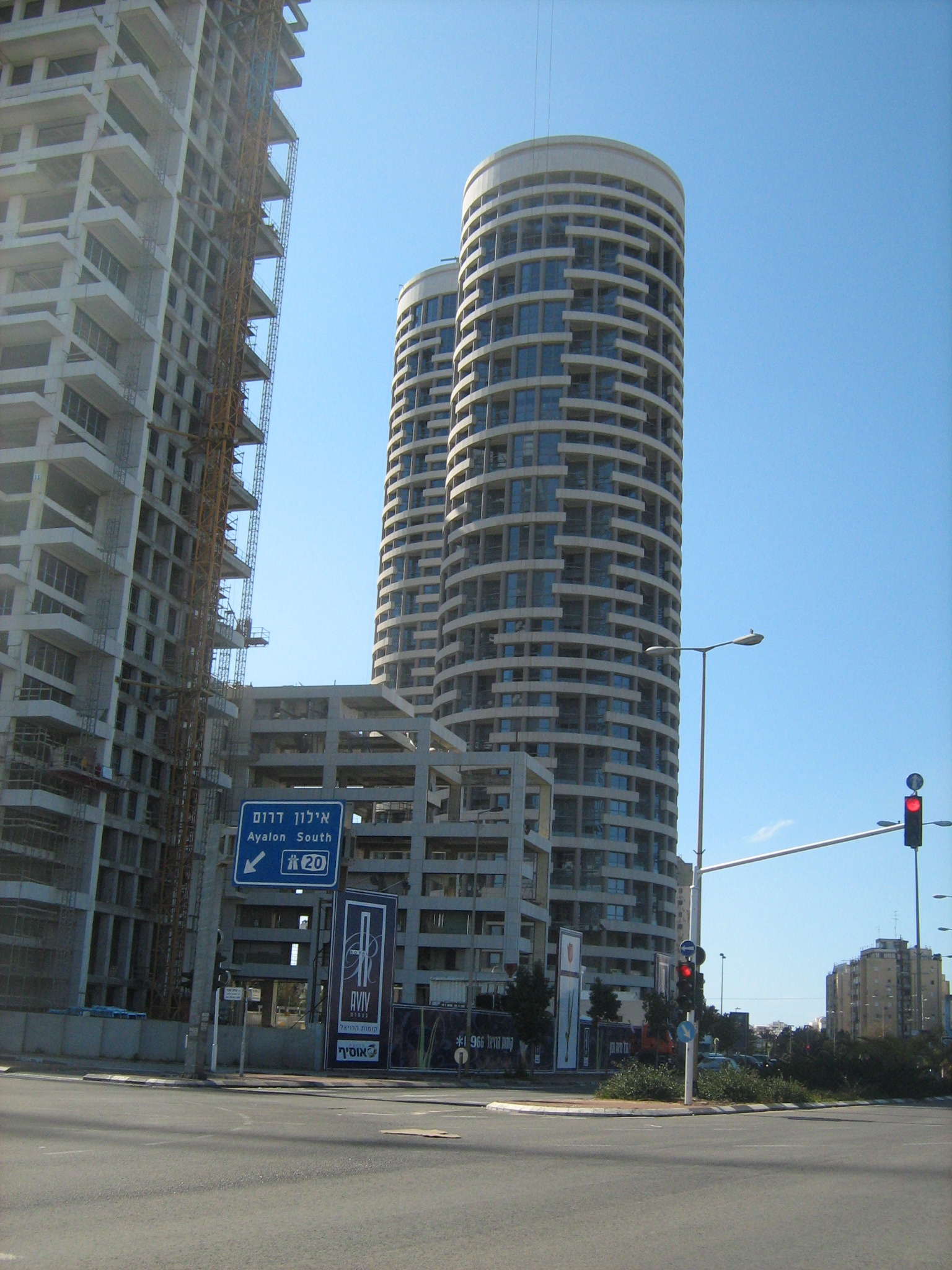
Yoo Tel Aviv 2

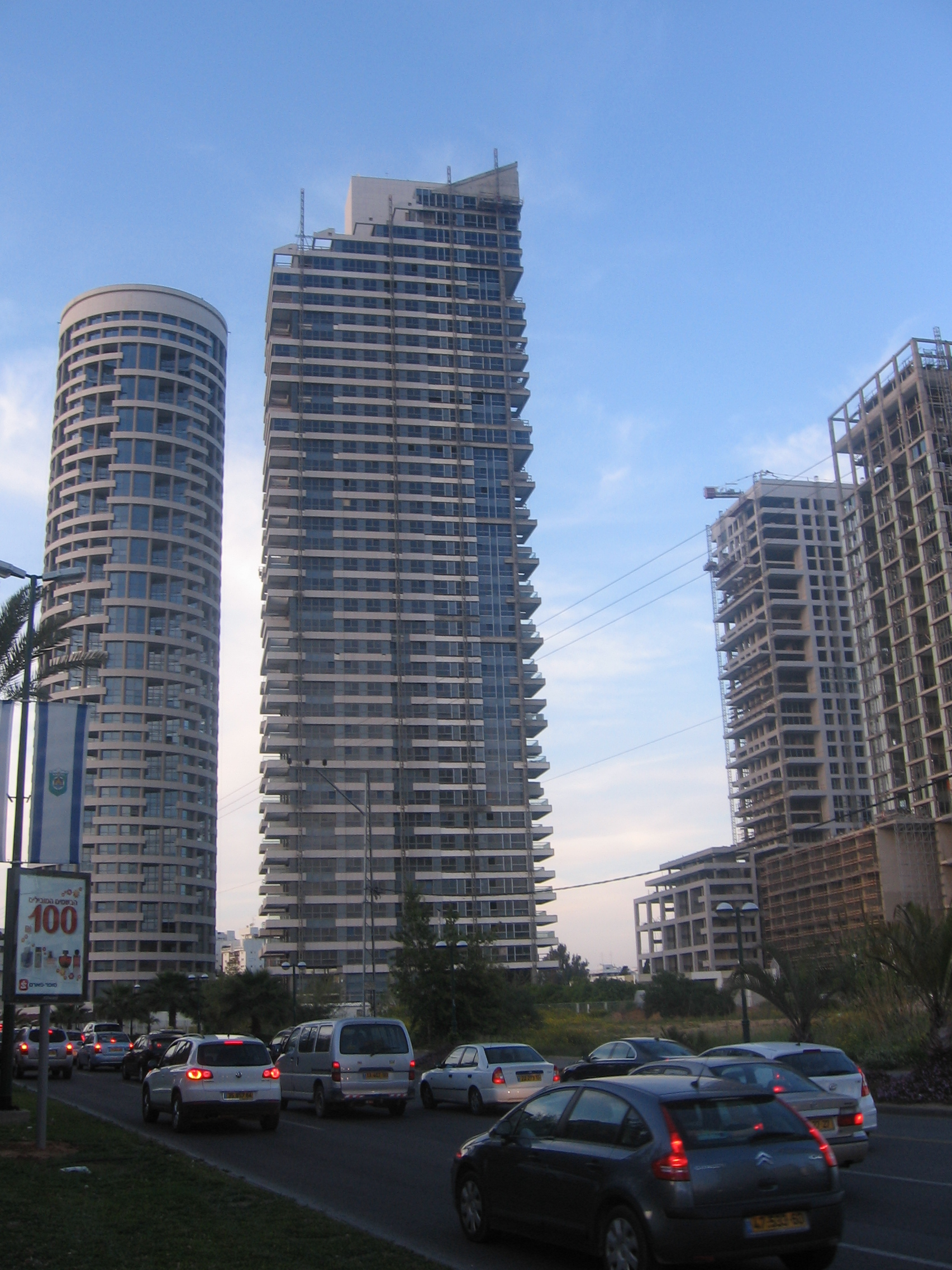
Manhattan Tower

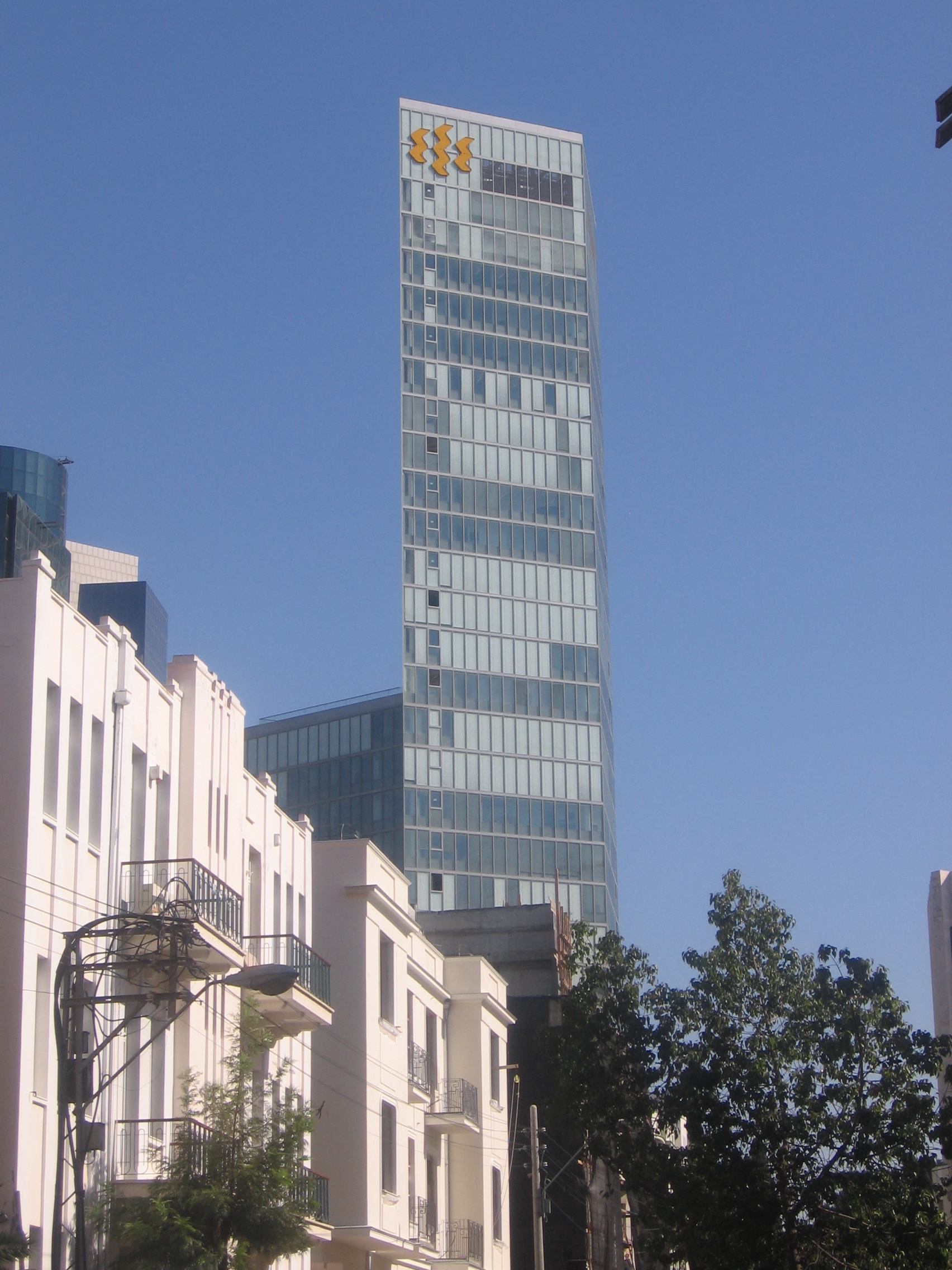
International Tower

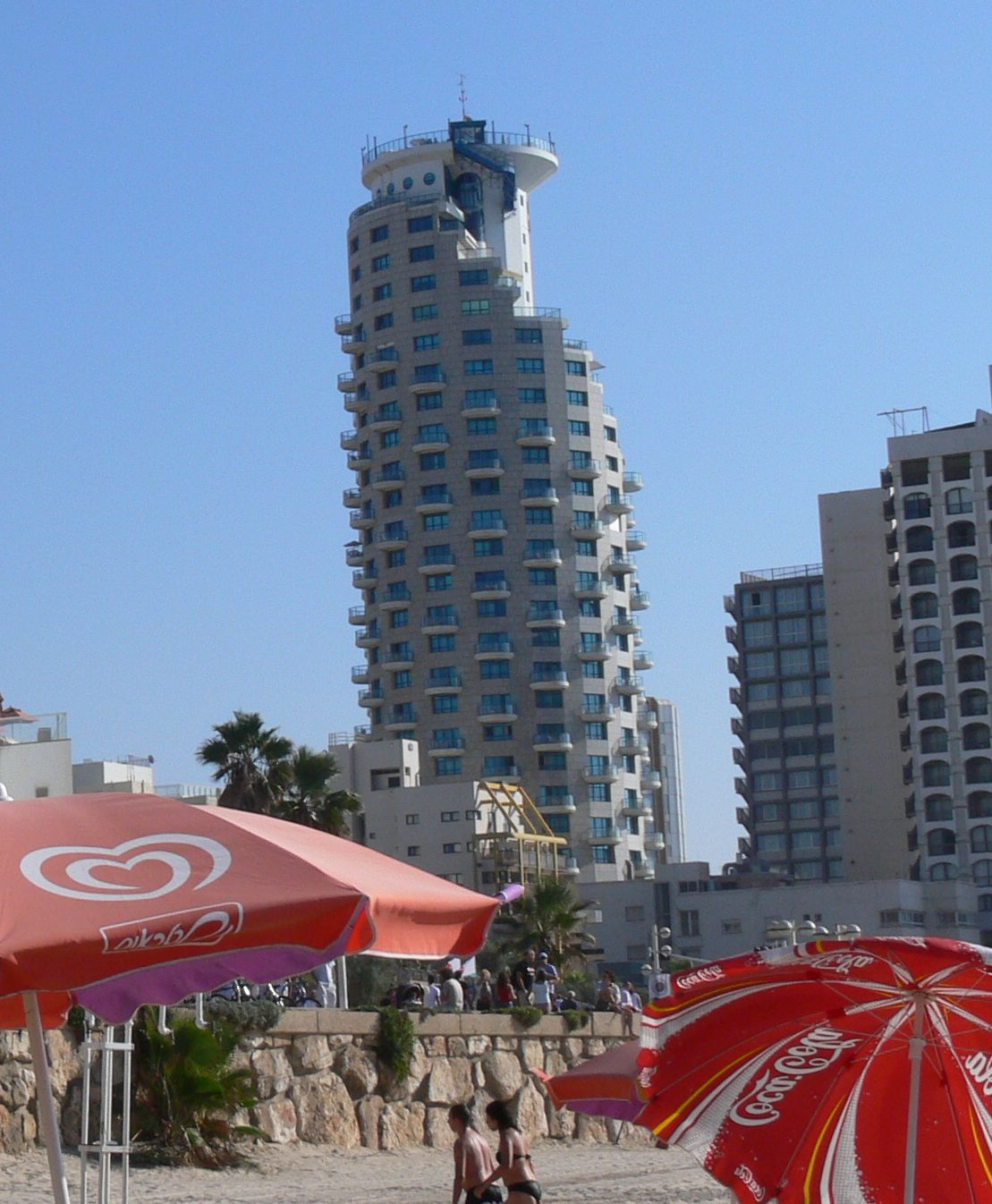
Isrotel Tower Tel Awiw

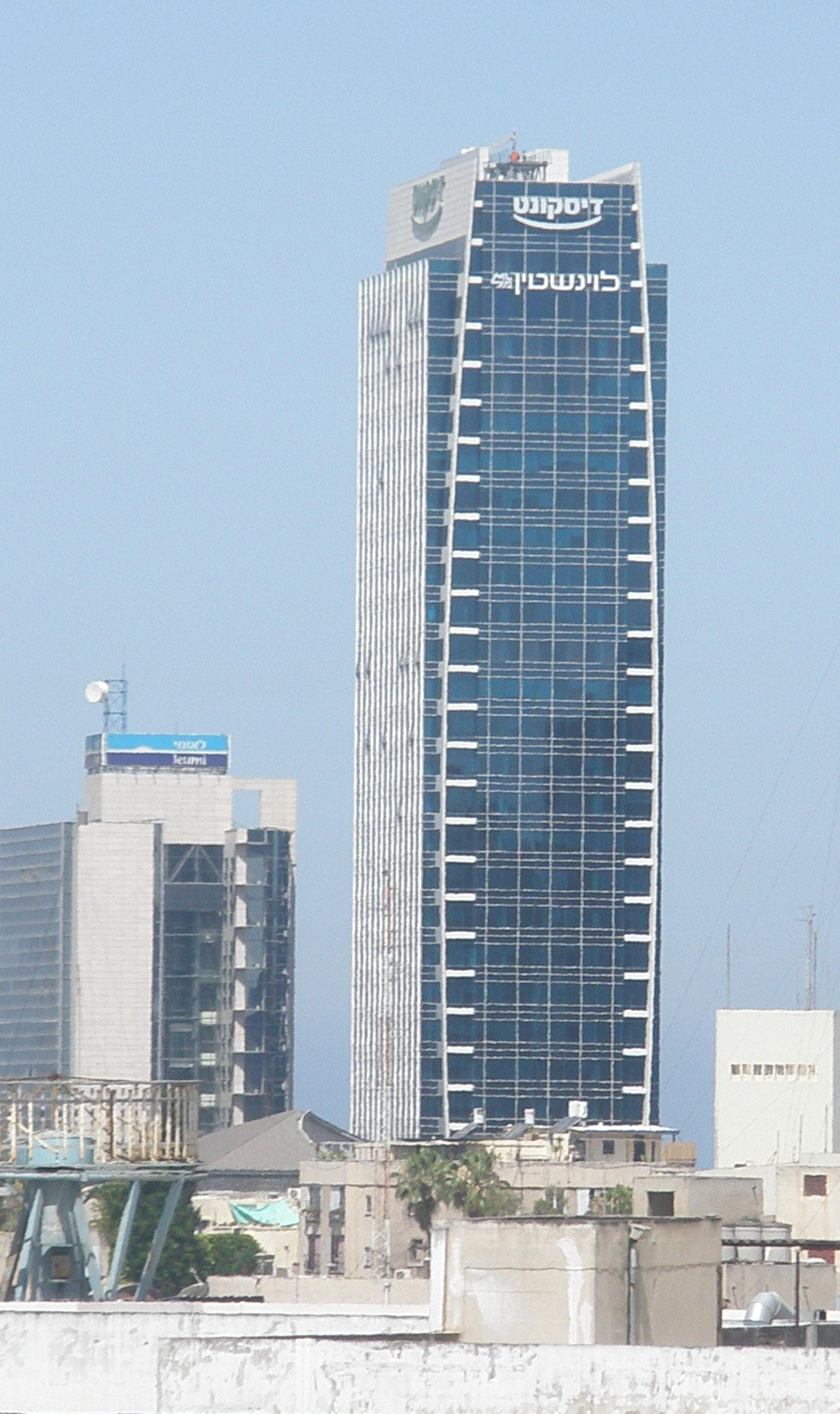
Bank Discount Tower

Tel Awiw-Jafa jest pierwszym miastem w Izraelu, w którym zaczęto budować wieżowce. W latach 60. XX wieku wyburzono część starej zabudowy miasta i wybudowano pierwsze drapacze chmur w kraju. Znalazł się wśród nich Shalom Meir Tower (34 piętra, wysokość 142 metrów), który pozostawał najwyższym budynkiem Izraela do 1999. Następnie nastąpił długi okres zastoju w rozwoju Tel Awiwu i pod koniec lat 80. władze miejskie rozpoczęły realizację projektów zmierzających do podniesienia statusu biednych dzielnic położonych w południowej części aglomeracji miejskiej. Przy prowadzeniu wszystkich prac chroniono modernistyczną zabytkową zabudowę Białego Miasta. Równocześnie Tel Awiw rozwinął się jako wielka aglomeracja miejska z drapaczami chmur, nowoczesnymi biurowcami i centrami badawczo-naukowymi. W 1993 Tel Awiw został zaklasyfikowany jako metropolia globalna.
Obecnie w Tel Awiwie znajduje się około 80 budynków o wysokości nie mniejszej niż 50 metrów.

## Lista ukończonych wieżowców w Tel Awiwie
| Lp. | Nazwa budynku                   | Przeznaczenie               | Wysokość [m] | Liczba kondygnacji | Rok ukończenia budowy |
| --- | ------------------------------- | --------------------------- | ------------ | ------------------ | --------------------- |
| 1.  | Azrieli Center Circular Tower   | biura                       | 187 m        | 49                 | 1999                  |
| 2.  | Azrieli Center Triangular Tower | biura                       | 169 m        | 46                 | 1999                  |
| 3.  | HaYovel Tower                   | biura                       | 158 m        | 42                 | 2005                  |
| 4.  | W-Tower                         | mieszkania                  | 156 m        | 46                 | 2009                  |
| 5.  | Azrieli Center Square Tower     | biura                       | 154 m        | 42                 | 2007                  |
| 6.  | Vision Tower                    | biura                       | 149,8 m      | 42                 | 2010                  |
| 7.  | Neve Tzedek Tower               | mieszkania                  | 147 m        | 44                 | 2007                  |
| 8.  | Shalom Meir Tower               | biura                       | 142 m        | 36                 | 1965                  |
| 9.  | Yoo Tel Aviv 2                  | mieszkania                  | 142 m        | 41                 | 2007                  |
| 10. | Tel Aviv Tower 1                | mieszkania                  | 140 m        | 34                 | 2000                  |
| 11. | Tel Aviv Tower 2                | mieszkania                  | 140 m        | 34                 | 2000                  |
| 12. | Manhattan Tower                 | mieszkania                  | 140 m        | 41                 | 2009                  |
| 13. | Marganit Tower                  | biura                       | 138 m        | 17                 | 1987                  |
| 14. | International Tower             | bank                        | 132 m        | 32                 | 2009                  |
| 15. | Yoo Tel Aviv 1                  | mieszkania                  | 128 m        | 39                 | 2007                  |
| 16. | Rothschild 1 Tower              | biura/mieszkania            | 125 m        | 32                 | 2010                  |
| 17. | Levinstein Tower                | biura                       | 124,5 m      | 33                 | 2000                  |
| 18. | Tzameret Tower 3                | mieszkania                  | 123 m        | 34                 | 2005                  |
| 19. | Tzameret Tower 2                | mieszkania                  | 123 m        | 34                 | 2002                  |
| 20. | Tzameret Tower 1                | mieszkania                  | 123 m        | 34                 | 2002                  |
| 21. | Beeri Nehardaa Tower            | mieszkania                  | 115 m        | 31                 | 2008                  |
| 22. | Isrotel Tower Tel Awiw          | hotel                       | 108 m        | 29                 | 1997                  |
| 23. | Aviv BaTzameret Tower           | mieszkania                  | 108 m        | 32                 | 2010                  |
| 24. | Matcal Tower                    | biura                       | 107 m        | 17                 | 2007                  |
| 25. | Bank Discount Tower             | bank                        | 105 m        | 31                 | 2006                  |
| 26. | One Tower                       | mieszkania                  | 102 m        | 29                 | 2008                  |
| 27. | Rubinstein House                | biura                       | 102 m        | 28                 | 1999                  |
| 28. | NAM Tower                       | mieszkania                  | 101 m        | 30                 | 2010                  |
| 29. | Gan HaYir Tower                 | mieszkania                  | 100 m        | 26                 | 1989                  |
| 30. | Sonol Tower                     | biura                       | 99 m         | 25                 | 2004                  |
| 31. | Platinum Tower                  | biura                       | 96,5 m       | 23                 | 1999                  |
| 32. | Lev HaYir Tower                 | mieszkania                  | 95 m         | 26                 | 1999                  |
| 33. | Europe-Israel Tower             | biura                       | 95 m         | 24                 | 1979                  |
| 34. | Toyota Tower 1                  | biura                       | 94 m         | 23                 | 2001                  |
| 35. | Alrov Tower                     | biura                       | 93 m         | 26                 | 1999                  |
| 36. | Dizengoff Tower                 | biura/centrum handlowe      | 93 m         | 25                 | 1985                  |
| 37. | The Tower                       | biura                       | 92 m         | 29                 | 1986                  |
| 38. | Millennium Tower                | biura                       | 92 m         | 25                 | 1999                  |
| 39. | Museum Tower                    | biura/mieszkania            | 89 m         | 23                 | 2005                  |
| 40. | Medial Tower                    | biura                       | 89 m         | 23                 | 2004                  |
| 41. | David InterContinental          | hotel                       | 85 m         | 25                 | 1999                  |
| 42. | Dom Syjonu                      | biura                       | 83 m         | 18                 | 1994                  |
| 43. | Opera Tower                     | centrum handlowe/mieszkania | 82 m         | 23                 | 1993                  |
| 44. | King David Crown                | hotel/mieszkania            | 82 m         | 25                 | 1994                  |
| 45. | Savyonei Ramat Aviv 1           | mieszkania                  | 81 m         | 23                 | 2001                  |
| 46. | Sheraton Tel Aviv               | hotel                       | 81 m         | 23                 | 1977                  |
| 47. | NIF Tower                       | biura                       | 79 m         | 23                 | 2000                  |
| 48. | Yonatan House                   | mieszkania                  | 78 m         | 24                 | 1984                  |
| 49. | Sea Pearl Tower                 | hotel/mieszkania            | 76 m         | 21                 | 2000                  |
| 50. | Kirjat Atidim Tower             | biura                       | 76 m         | 19                 | ?                     |
| 51. | 73 Weizmann Street              | mieszkania                  | 75 m         | 21                 | 1983                  |
| 52. | Aviv Towers                     | biura                       | 73 m         | 20                 | 1995                  |
| 53. | Sharbat House 2                 | biura                       | 72 m         | 20                 | 1992                  |
| 54. | Sharbat House 1                 | biura                       | 72 m         | 20                 | 1990                  |
| 55. | Century Tower                   | biura                       | 71 m         | 21                 | ?                     |
| 56. | Park Plaza Orchid Tel Awiw      | hotel                       | 70 m         | 19                 | ?                     |
| 57. | Crowne Plaza                    | hotel                       | 70 m         | 18                 | ?                     |
| 58. | Leonardo Plaza Hotel Tel Awiw   | hotel                       | 69 m         | 19                 | 1972                  |
| 59. | Textile and Fashion Center      | biura                       | 68 m         | 20                 | 1984                  |
| 60. | Renaissance Tel Aviv            | hotel                       | 68 m         | 18                 | 1971                  |
| 61. | 52 Pinkas Street                | mieszkania                  | 68 m         | 18                 | ?                     |
| 62. | 50 Pinkas Street                | mieszkania                  | 68 m         | 18                 | ?                     |
| 63. | Bet Ammot Miszpat               | biura                       | 66 m         | 17                 | 1970                  |
| 64. | HaChashmonaim Tower             | biura/centrum handlowe      | 66 m         | 16                 | 1993                  |
| 65. | Leumi Tower                     | bank                        | 65 m         | 18                 | ?                     |
| 66. | Dan Panorama Tel Awiw Hotel     | hotel                       | 64 m         | 16                 | 1979                  |
| 67. | Africa-Israel Tower             | biura                       | 62 m         | 18                 | 2001                  |
| 68. | Metropolitan Hotel              | hotel                       | 62 m         | 17                 | ?                     |
| 69. | Hotel Hilton Tel Awiw           | hotel                       | 61 m         | 17                 | 1965                  |
| 70. | Mecudat Ze’ew                   | biura                       | 61 m         | 16                 | 1963                  |
| 71. | Arison Medical Tower            | szpital                     | 60 m         | 16                 | 2001                  |
| 72. | IEC Building                    | biura                       | 60 m         | 15                 | 1980                  |
| 73. | Isracart House                  | biura                       | 59 m         | 16                 | 1998                  |
| 74. | Migdalor House                  | biura                       | 58 m         | 16                 | 1985                  |
| 75. | Ramat Aviv Mall Tower           | biura/centrum handlowe      | 58 m         | 15                 | 2000                  |
| 76. | London Ministore Tower          | mieszkania                  | 55 m         | 20                 | ?                     |
| 77. | Ratusz w Tel Awiwie             | biura                       | 52 m         | 14                 | 1966                  |
| 78. | Dom Ameryki                     | biura                       | 52 m         | 14                 | 1971                  |
| 79. | Yakhin House                    | biura                       | 51 m         | 16                 | ?                     |
| 80. | Eliyahu House                   | biura                       | 51 m         | 16                 | ?                     |

## Wieżowce w budowie
| Lp. | Nazwa budynku             | Przeznaczenie    | Wysokość [m] | Liczba kondygnacji | Rok ukończenia budowy |
| --- | ------------------------- | ---------------- | ------------ | ------------------ | --------------------- |
| 1.  | Park Tzameret Tower 12    | mieszkania       | 168 m        | 50                 | 2013                  |
| 2.  | Elco International Tower  | biura            | 165 m        | 45                 | 2011                  |
| 3.  | White City Residence      | biura            | 145 m        | 40                 | 2012                  |
| 4.  | Meier on Rothschild Tower | biura/mieszkania | 144 m        | 32                 | 2010                  |
| 5.  | Tel Aviv Tower 3          | mieszkania       | 140 m        | 34                 | ?                     |
| 6.  | Remez Arlozorov Tower     | mieszkania       | 134 m        | 31                 | ?                     |
| 7.  | Frishman 46               | mieszkania       | 108 m        | 29                 | 2012                  |

## Wieżowce planowane
| Lp. | Nazwa budynku          | Przeznaczenie    | Wysokość [m] | Liczba kondygnacji | Rok ukończenia budowy | Status projektu |
| --- | ---------------------- | ---------------- | ------------ | ------------------ | --------------------- | --------------- |
| 2.  | Egged Tower            | biura            | 320 m        | 80                 | ?                     | planowanie      |
| 2.  | Renault Tower          | biura            | 203 m        | 51                 | ?                     | planowanie      |
| 3.  | King Shaul Square 2    | biura            | 185 m        | 50                 | ?                     | zatwierdzony    |
| 4.  | King Shaul Square 1    | biura            | 185 m        | 50                 | ?                     | zatwierdzony    |
| 5.  | Fain Tower 2           | biura            | 175 m        | 50                 | ?                     | planowanie      |
| 6.  | Fain Tower 1           | biura            | 175 m        | 50                 | ?                     | planowanie      |
| 7.  | King Shaul Square 3    | biura            | 164 m        | 45                 | ?                     | zatwierdzony    |
| 8.  | King Shaul Square 4    | biura            | 164 m        | 45                 | ?                     | zatwierdzony    |
| 9.  | Southern Kirya Tower 4 | biura            | 163 m        | 44                 | ?                     | planowanie      |
| 10. | Cinerama Tower 1       | biura            | 157 m        | 45                 | ?                     | zatwierdzony    |
| 11. | Kikar Hamedina Tower 3 | mieszkania       | 153 m        | 40                 | ?                     | zatwierdzony    |
| 12. | Kikar Hamedina Tower 2 | mieszkania       | 153 m        | 40                 | ?                     | zatwierdzony    |
| 13. | Kikar Hamedina Tower 1 | mieszkania       | 153 m        | 40                 | ?                     | zatwierdzony    |
| 14. | Ta’as Tower 4          | biura            | 150 m        | 40                 | ?                     | zatwierdzony    |
| 15. | Ta’as Tower 3          | biura            | 150 m        | 40                 | ?                     | zatwierdzony    |
| 16. | Ta’as Tower 2          | biura            | 150 m        | 40                 | ?                     | zatwierdzony    |
| 17. | Ta’as Tower 1          | biura            | 150 m        | 40                 | ?                     | zatwierdzony    |
| 18. | Cinerama Tower 2       | mieszkania       | 146 m        | 42                 | ?                     | zatwierdzony    |
| 19. | Sitonai Tower 4        | biura/mieszkania | 144 m        | 40                 | ?                     | zatwierdzony    |
| 20. | Sitonai Tower 3        | biura/mieszkania | 144 m        | 40                 | ?                     | zatwierdzony    |
| 21. | Sitonai Tower 2        | biura/mieszkania | 144 m        | 40                 | ?                     | zatwierdzony    |
| 22. | Sitonai Tower 1        | biura/mieszkania | 144 m        | 40                 | ?                     | zatwierdzony    |
| 23. | Elhanan Tower 2        | mieszkania       | 142 m        | 37                 | ?                     | zatwierdzony    |
| 24. | Tel Aviv Tower 4       | mieszkania       | 140 m        | 34                 | ?                     | zatwierdzony    |
| 25. | Congress Tower         | biura            | 123 m        | 34                 | ?                     | planowanie      |
| 26. | Ayalon City            | biura            | 111 m        | 31                 | ?                     | zatwierdzony    |